# Átomo (Ray Palmer)
El Átomo (Dr. Ray Palmer) es un superhéroe de ficción que aparece en los cómics estadounidenses publicados por DC Comics. El personaje fue creado por el editor Julius Schwartz, el escritor Gardner Fox y el dibujante Gil Kane. El Atom fue uno de los primeros superhéroes de la Edad de Plata de los cómics y debutó en Showcase # 34 (octubre de 1961).
El Átomo ha sido interpretado en varias series de televisión por Alfie Wise y John Kassir. Actualmente fue interpretado por Brandon Routh en Legends of Tomorrow en el DC Arrowverso compartido en The CW. Su personaje apareció por primera vez en la tercera temporada de Arrow.

## Historia de la publicación
El Átomo debutó en Showcase # 34 (octubre de 1941) del precursor de Cómics de DC, Comics Nacional. Jerry Bails, el pionero de los primeros cómics, se correspondía con el editor de Cómics de Estados Unidos, Julius Schwartz, en diciembre de 1960, que describía una versión actualizada de Al Pratt, el Átomo de la edad de Oro de la década de 1940. Bails y el futuro editor en jefe de Marvel Comics, Roy Thomas colaboró en una versión sugerida que incorporó elementos del héroe de la Edad de Oro, Doll Man de Quality Comics. Eventual el escritor Gardner Fox escribió a Bails el 1 de enero de 1961, afirmando que Schwartz le pasó la carta de Bails.

... para que yo pueda escribir y hacerte saber que está bien, está bien (esto es silencio) un libro de Atom puede entrar en marcha en el próximo mes o así. Estoy tratando de preparar algunas "nuevas" superpotencias para él en ... Tus propias sugerencias son excelentes y sobre todo la de la compresión atómica de su cuerpo, que es ser una característica del "nuevo" átomo. He visto muestras de arte de cómo se verá. [...] En el momento presente, la intención es hacer de él un estudiante universitario en lugar del experimentador científico que tiene en mente. Esto es todo hablar, tenga en cuenta que - nada definitivo.

Schwartz escribió a Bails el 6 de enero diciendo que ya había planeado una nueva versión de Atom, en la línea de los reanimados superhéroes de la Edad de Oro, el Flash y Linterna Verde, y ya había pedido al artista Gil Kane que dibujara diseños. Kane, ignorando las sugerencias de Bails, dijo que hizo "una serie de dibujos" en grandes tableros de ilustraciones, incluyendo una representación del nuevo Átomo montado en un perro pastor alemán y otro de una pistola disparando al Atom, que llevaba el traje de su debut cómico pero sin cinturón. Kane, que vivía en Jericó, Nueva York, en Long Island, en ese momento, se dirigió a la casa de Hicksville, a la localidad de la productora Tom Nicolosi, quien coloreó los dibujos usando tintes de St. Martín. Schwartz, después de ver los dibujos, añadió el cinturón, un detalle que Kane dijo que no le gustaba diciendo que "rompía las líneas de vestuario". Schwartz dijo que no había querido reutilizar el Átomo de la Edad de Oro, "Al Pratt", y pensó que un fragmento de uno podría impulsar la miniaturización del héroe nuevo. Añadió que él y Fox juntos tramaron las primeras historias de este nuevo Átomo de la Edad de Plata. Fox dijo en 1979, "Dudo que cualquier comentario de Bails o Thomas tuviera mucha influencia, aunque siempre mantuvieron sus ideas en el fondo de nuestras mentes".
Su nombre civil, Ray Palmer, fue un homenaje al editor de la revista de ciencia ficción Raymond A. Palmer.

## Biografía del personaje

### Edad de plata
Raymond "Ray" Palmer, es un físico y profesor de la Ivy University en la ciudad ficticia de Ivy Town, en algún lugar de Nueva Inglaterra, especializado en la compresión de la materia como un medio para combatir la superpoblación, el hambre y otros problemas mundiales. Utilizando una masa de materia de una estrella enana blanca que encuentra después de que aterriza en la Tierra, Palmer modela una lente que le permite encoger cualquier objeto a cualquier grado que desee. La compresión desestabiliza la estructura molecular de un objeto, haciendo que explote.
Durante una expedición de espeleología, Palmer y sus estudiantes, junto con su novia, la abogada Jean Loring, se encuentran atrapados en una cueva. En la desesperación, Palmer utiliza secretamente la lente que ha llevado consigo para encogerse para poder trepar a través de una pequeña abertura en las rocas caídas sellando la cueva, sabiendo que probablemente explotará. Utilizando un anillo de compromiso de diamante, Palmer amplía el agujero lo suficiente y desciende al suelo para tratar de alertar a los demás de la ruta de escape antes de morir. Sin embargo, al entrar en la viga de la lente, se encuentra volvió a su tamaño normal y sin peligro de explosión. Como la lente está cubierta con humedad de la cueva, Palmer cree que esto ha alterado el haz para permitir este efecto extraño. Cuando los experimentos subsiguientes producen la explosión de objetos, Palmer concluye que una fuerza desconocida en su propio cuerpo le permite cambiar de tamaño con seguridad. Decide usar este efecto para convertirse en un superhéroe. En Brightest Day: The Atom Special (julio de 2010) elimina la influencia de su exótica composición física, atando su supervivencia al descubrimiento de una matriz de compresión, una tela capaz de propagar los efectos del rayo en todo el cuerpo, estabilizando eso. La matriz del prototipo más tarde se convirtió en su traje. En el mismo número, el padre de Palmer fue presentado, contradiciendo temas de DC Comics Presents y The Atom Special #1, que mostraba que los padres de Palmer habían muerto mientras era joven.
Palmer crea una herramienta de cintura para controlar su miniaturización a tamaño subatómico con un mecanismo de emergencia de respaldo en sus guantes y desarrolla un traje que puede usar en la mayoría de las veces que solo se hace visible cuando se contrae significativamente. Además, desarrolla equipos que le permiten disminuir su peso además de su tamaño, lo que le permite deslizarse sobre las corrientes de aire en un ajuste bajo, mientras que un ajuste alto le permite manejar o golpear objetos con la fuerza equivalente de su tamaño normal. Su método de viaje favorito es llamar a algún lugar en el teléfono y cuando el teléfono se responde, Palmer puede reducir lo suficiente como para viajar a través de las líneas telefónicas en cuestión de segundos para salir del contestador automático.
Realiza la mayor parte de sus primeras aventuras de superhéroe en Ivy Town, donde a menudo ayuda a su novia, Jean Loring, a ganar sus casos. Más tarde, él gana los poderes equivalentes innatos dentro de su propio cuerpo.
Palmer ha luchado contra varias amenazas alienígenas y sobrenaturales, además de tener su propia galería de enemigos: su enemigo es Chronos el bandido del tiempo, la amenaza del Bug-Eyed Bandit, el peligroso ecoterrorista Floronic Man y la miniatura misguided Bat -Las noches de Elvaran. También tuvo varias aventuras de viaje en el tiempo a través de Time Pool del Profesor Alpheus V. Hyatt. El Átomo es miembro de varias encarnaciones de la Liga de la Justicia y el equipo es lo suficientemente amable para suministrar una silla especial escalada a su tamaño predeterminado que puede elevarse a cualquier altura necesaria para que pueda participar fácilmente en las reuniones de equipo sin tener que salir de disfraz. Allí conoce a Hombre Halcón (Katar Hol pre-Hawkworld y Carter Hall post-Hawkworld), uno de sus amigos más cercanos en la comunidad de superhéroes. Ninguno de los dos personajes alcanzó gran popularidad, e incluso en su apogeo eran en su mayoría personajes de apoyo, a menudo con Palmer como un especialista en alteración de tamaño que a menudo era necesario para acceder a las zonas muy confinadas que solo él podría acceder. Hawkman fabricaría Prótesis de alas, tomando el nombre de mayor Mynah y se convirtió en el socio del Átomo y corcel.

### Espada de átomo, Poder de átomo y Los Jóvenes Titanes
El Átomo tuvo una miniserie de corta duración y tres especiales, todos titulados "Espada de Átomo", en la que Palmer abandona la civilización después de divorciarse de su esposa Jean, que tuvo un romance con su colega Paúl Hoben. También se convierte en consorte de su princesa, Laethwyn. Palmer le legó su cinturón de cambio de talla y el papel de protector de Ivy Town para el nuevo marido de Jean, Hoben. Durante este tiempo, el amigo de Palmer, Norman Brawler, escribe el libro The Atom's Farewell, en el que revela la identidad de Palmer como el Átomo.
Finalmente la colonia es destruida, a pesar del intento de Palmer de salvarlo, por un grupo asociado con el gobierno de los Estados Unidos actuando como leñador. Palmer se ve obligado a escapar por el teléfono a América del Norte. En el intento, él no puede anticipar que la conexión implicará relevación satelital y el viaje inesperadamente arduo hace que él permanezca en aproximadamente tres pies de alto y sin el equipo que cambia del tamaño de su traje.
Con la ayuda de un amigo, Ray crea un nuevo traje a partir del material de la estrella enana blanca. Esta vez, en lugar de un cinturón, Palmer utiliza una rejilla encefalotrónica en la cabeza del traje para controlar el disfraz. La rejilla está conectada a sus ondas cerebrales. Esto le permite transferir su masa a una dimensión desconocida que le permite alterar su tamaño y peso simplemente pensando en ello. Incluso puede hacer que el nuevo traje aparezca o desaparezca con un pensamiento cambiando la mayoría de sus átomos hacia o desde la otra dimensión. Esto le permite estar en traje mientras que en la altura completa o encogerse sin tener que tener su traje aparezca. Incluso puede aumentar su peso mientras permanece seis pulgadas (152 mm) de altura o reducir su peso mientras permanece en su tamaño completo. Ray a menudo lo hace y es lo suficientemente ligero como para montar corrientes de viento, donde realmente parece estar volando a un grado limitado. Palmer también desarrolla un vínculo mental con la materia enana blanca a la que ha sido regularmente expuesto. La mayor parte de la masa se encuentra dentro de otra dimensión. Ray puede aprovechar esa masa y golpear con una fuerza. Se le ha visto golpear a través de paredes de concreto, aplastar una mesa de examen y romper el eje de un coche que se mueve a gran velocidad.
Palmer se enteraría de los que están detrás del genocidio de los Morlaidhans, son cinco agentes de la CIA, parte de un grupo llamado Cabal. En una misión llamada Operación: Bola de Fuego, los minúsculos extraterrestres fueron asesinados con la esperanza de que Ray regresara como el Átomo y se convirtiera en una herramienta para la Cábala (como Ray trabajó para la CIA en sus primeros años). Palmer redujo a los cinco agentes y la CIA los emplearía como un grupo llamado Micro/Squad. El Átomo tomaría nuevos enemigos durante este período, como Humbug, un robot sensitivo que controla un ejército de duplicados de sí mismo, y Strobe, un ladrón tecnológico blindado. Micro/Squad también regresaría, intentando asesinar a Palmer por lo que les hizo. Su compañero de equipo Ginsburg muere en la explosión que establecieron y Ray se acerca a Adam Cray para convertirse en el nuevo átomo con el fin de llevar al resto de Micro/Squad a la luz. Cray está de acuerdo, roba el cinturón que cambia el tamaño de Paúl Hoben y se une al Escuadrón Suicida. El plan funciona cuando los villanos emergen y Palmer toma el lugar de Sting operativo; Pero su líder, Blacksnake, mata a Cray y toma el cinturón para sí mismo, volviendo a la altura normal. Blacksnake asesina a los miembros restantes de su equipo. Después de que Blacksnake es derrotado, el Cabal emplea al Grupo de Trabajo X II para asesinarlo a fin de proteger sus secretos.
Más tarde, durante los eventos de Hora Cero, Palmer se rejuvenece a un estado adolescente y desarrolla la capacidad de crecer en altura, además de sus habilidades anteriores, todo lo cual fue capaz de controlar innatamente sin usar su equipo de estrellas enanas blancas. Se convierte en líder de campo de un nuevo grupo de Teen Titans, compuesto de híbridos de seres humanos y el H'San Natall, después de una reunión casual con Isaiah Crockett en su primer día asistiendo a Ivy University. Como exmiembro de la Liga de la Justicia, Palmer vio su afiliación con los Jóvenes Titanes como un paso atrás. El grupo luchó principalmente contra el Velo, una organización anti-alien que empleó Deathstroke y Dark Nemesis, pero se reveló que su líder Pylon era en realidad un H'San Natall. También se enfrentarían a Jugular (contratado por el H'San Natall) y al hijo de Loren Júpiter Jarrod, también conocido como Haze. Los nuevos poderes de crecimiento de átomo fueron fundamentales en la batalla contra Sekhmet de los Gigantes del Milenio. Ray recupera posteriormente su edad original y recuerdos y pierde sus nuevos poderes y comienza a envejecer rápidamente, Waverider tiene que utilizar el ADN tomado antes de su rejuvenecimiento para restaurarlo a su estado original. Palmer regresa a su trabajo como profesor en la Universidad Ivy, pero también se convierte en un miembro asociado y suplente de la JLA. Con su salida de los Teen Titans, el grupo se disuelve. Un notable estudiante bajo Palmer fue Ronnie Raymond, quien sin el conocimiento de elementos de Martín Stein, encontró dificultad en emplear plenamente sus habilidades como Firestorm.

### JLA/Avengers
En JLA/Avengers, Ray aparece primero como tomando el lugar de Wally West durante la misión de la Liga de la Justicia al Universo Marvel cuando se da cuenta de que no hay Fuerza de Velocidad en la otra realidad. La Liga de la Justicia llega y lucha contra un grupo de monstruos mientras busca el Ultimate Nullifier, pero Ray se queda atrás después de una breve confrontación con los Vengadores, donde los ve reunirse con Metrón quien da una historia diferente a la dada a la Liga por El Gran maestro Intrigado en este giro de los acontecimientos, Ray saltó en la silla de Metrón, que lo llevó a la base del Gran Maestro. Cuando Batman y el Capitán América llegan, después de haber seguido a Metrón con la ayuda de los equipos proporcionados por los Cuatro Fantásticos, les muestra que mientras el Gran Maestro trata de detener a Krona, su equipo en su juego es la Liga, en lugar de sus Avengers. Cuando el Gran Maestro fusiona los universos para detener a Krona, Ray desaparece hasta que los dos equipos se unen para ir tras Krona. Ray participa en la batalla y termina desapareciendo después de la derrota de Krona.

### Crisis de identidadyCuenta regresiva
En la serie limitada de 2004-05 Crisis de Identidad, Jean Loring mata a Sue Dibny, la esposa del Hombre Elástico. Después de robar algo de la tecnología encogida del Atom y su traje, mata a Sue en un intento equivocado de ganar a Palmer de vuelta. Ella también arregla un golpe en el padre de Tim Drake que es llevado a cabo por Capitán Bumerang (Digger Harkness). La intención es que Jack Drake mate a algún atacante al azar, pero ambos logran matarse unos a otros. Después de encerrarla en el Manicomio Arkham, Palmer se encoge a tamaño microscópico y desaparece.
Palmer finalmente se encuentra con su viejo amigo Carter Hall después de microscopicamente viajar a través de líneas telefónicas. Advierte a Hall de las consecuencias de Batman y de acosar a los criminales por un crimen perpetrado por Jean, uno de los suyos. Palmer explica que necesita tiempo libre, y se marcha nuevamente después de que Hall acepta mantener la reunión en secreto.
Su legado se mantuvo vivió, sin embargo. Ryan Choi, un estudiante de Física en Hong Kong que se correspondía con Ray Palmer por correo en el pasado, encontró una copia de su traje y dispositivo de contracción para convertirse en el actual Atom. Alrededor de este mismo tiempo, un adolescente sin nombre con poderes similares a Palmer se une a los Teen Titans bajo el nombre de Molécula. Después de una breve permanencia con el equipo, más tarde es asesinado durante una confrontación con los Titanes del Terror.
Durante el año que falta, la tecnología de Palmer es empleada por Supernova para encogerse y crecer en tamaño para poder entrar y salir de la ciudad de botellas de Kandor.
DC Comics no revelaría el paradero de Palmer desde su desaparición al final de Crisis de identidad. Sin embargo, Palmer volvió a jugar un papel muy importante en la serie limitada de la cuenta atrás. Monitor pregunta al Muro de la Fuente cuál es la solución para "el gran desastre", responde "Ray Palmer". Posteriormente, Kyle Rayner, Donna Troy y Jason Todd recorren el Multiverso para el antiguo Atom, que podría ser la clave para salvar la realidad de una crisis de proporciones sin precedentes".
En sus viajes, el cuarteto ha encontrado a personas marcadas con el símbolo familiar del átomo. El grupo sigue a Palmer a la Tierra-51, donde él asume la vida de su Palmer nativo después de que su vida se acorta durante sus estudios del Multiverso y el descubrimiento de la crisis que se cierne. Conociendo de nuevo a Jean de la Tierra-51 y a la Liga de la Justicia, Palmer se encuentra en un mundo donde los héroes han sido capaces de erradicar el crimen y crear una Tierra utópica (más tarde se vela es el resultado del asesinato de Batman de esta realidad y todos los criminales de este mundo después de que el Joker mató a Jason Todd). Sin embargo, una vez que Kyle, Donna, Jason y Bob el Monitor son capaces de localizarlo, Bob intenta matar a Palmer; Con la ayuda de los Challengers, Palmer se escapa y revela a los Challengers que era el Ray Palmer de la Tierra-51 quien estaba destinado a detener el Gran Desastre y que había estado tratando de continuar su trabajo, en vano.
Cuando los Challengers regresan a su propia Tierra, Jimmy Olsen es secuestrado por Mary Marvel, quien ha sido corrompida por Darkseid. Palmer se acerca a Jimmy. Cuando Darkseid toma el control de los poderes de Jimmy, Palmer localiza y cierra la esfera de control dentro del cerebro de Jimmy, pero luego es arrastrado por anticuerpos Apokoliptian. Palmer le quita de la cabeza de Jimmy y la rompe, liberando las energías.
Palmer más tarde se une a Donna, Kyle, y Forager en su nueva misión como guardias de fronteras para el Multiverso, dándose cuenta de que ya no queda nada para él en la Tierra. Sin embargo, Palmer vuelve a casa a la Nueva Tierra una vez más, al darse cuenta de que su viejo Némesis Chronos había tomado su identidad para engañar a un joven pretendiente a su identidad, Ryan Choi. Después de ayudar a su sucesor a salvar de nuevo Ivy Town, regresa al Multiverso con un nuevo sentido de cumplimiento, dejando su ciudad en manos de un nuevo héroe capaces.
Durante la Crisis Final, Palmer vuelve de a la Tierra y trabaja con Choi para ayudar en los esfuerzos para evacuar a los últimos humanos libres.
En la Liga de Justicia: Cry for Justice, se confirmado que Palmer se convertirá en miembro de la nueva Liga de la Justicia de Hal Jordan.

### Blackest Night
En la noche del día conmemorativo del superhéroe, Palmer pide a Hawkman que visite la tumba de Jean para ser honrado como miembro caído de la comunidad, pero Hawkman se niega por lo que hizo en Crisis de identidad. Palmer se muestra más tarde hablando con Hawkman de nuevo, por teléfono (sin saber que su amigo ha sido asesinado y reanimado como un linterna negra). Atom es invitado entonces a visitar a Hawkman no-muerto para discutir su angustia sobre su esposa. Más tarde se revela que Palmer se ha encogido en el anillo de Hawkman, escapando de una muerte segura. Al unirse a la batalla entre Hal Jordan, Barry Allen y las Linternas Negras, Palmer es atacado por las Linternas Negras Ralph y Sue Dibny, quienes usan su culpa por las acciones de Jean para tratar de alimentarse de su corazón lleno de compasión. Palmer es salvado de la muerte por la tribu Indigo, que combina su luz con Hal para destruir a los Dibnys y sus anillos. Durante la crisis, Palmer fue capaz de deducir con los héroes que los anillos negros son simulaciones tomando las identidades de los fallecidos y necesitando alimentarse. La Tribu Índigo lleva a los héroes al Salón de la Justicia, tomando sin ceremonias Hal Jordan y abandonando el resto cuando los Linternas Negras renuevan su ataque.
Palmer ayuda a los héroes a escapar a través de una línea telefónica, y luego los trae a la JSA, que también fueron atacados por los Linternas Negras. Durante la crisis, Palmer se encuentra con Damage, hijo de Al Pratt, el primer héroe que se llama Atom. Los dos héroes se conocieron brevemente durante la batalla, y comenzaron a desarrollar una amistad. Palmer detuvo a la Al Linterna Negra de matar a Damage, pero no pudo evitar que la Jean reanimada terminara el trabajo. Palmer hizo un inútil intento de impedir que uno de los anillos negros convirtiera el cadáver de Damage en un no-muerto antes de que Jean utilizara su propia tecnología para encogerlo. Mientras Palmer y Mera batallan con Jean dentro del anillo negro, Jean revela el plan de Nekron mostrando lo que está sucediendo en Ciudad Costera, mientras los residentes fallecidos y los héroes revividos surgen como Linternas Negras bajo los comandos del señor demonio. Deadman testigo de la batalla planea rescatar a Palmer y Mera de Jean. Deadman salva a Palmer y Mera por brevemente mientras
posee a Jean, permitiéndoles escapar y unirse a los héroes contra Nekron y su ejército. Durante la batalla, Palmer es elegido como oficial adjunto de la tribu Indigo para ser más eficaz contra las fuerzas de Nekron.
El pasado de Palmer es configurado. Indigo-1 afirma que puede teletransportar los ejércitos de cada cuerpo de la linterna a la Tierra, si se da tiempo para meditar. La responsabilidad recae en Palmer para protegerla mientras lo hace. Antes de que entre en trance, revela a Palmer que el personal del añil y su compasión abrumadora le permiten imitar a otros poderes del Cuerpo de Linternas; Ella lo demuestra convirtiéndose temporalmente en una Linterna Roja y vomitando sangre corrosiva por toda una compañía atacante de Linternas Negras. Ella entonces entra en su trance, mientras que Palmer lucha contra los Linternas negras Hawkman y Hawkgirl convirtiéndose temporalmente en una linterna anaranjada, proclamando ruidosamente "¡Quiero a mis amigos de nuevo!" Luego convoca dos duplicados de energía naranja de Khufu y Chay-Ara para ayudarlo a luchar contra sus atacantes y los de Indigo-1. Tiene un breve éxito. Pero entonces Jean aparece para atormentarlo, y ella salta en el anillo de Indigo-1. Palmer la sigue. Él pelea y convoca los poderes de un Linterna Verde, destruyendo a Jean. Indigo-1 logra convocar a los diversos ejércitos y agradece a Palmer por su ayuda. Él le dice que se mantenga en secreto su participación en el despliegue de las tropas y le pide que le ayude a encontrar una manera de resucitar legítimamente a Hawkman y Hawkgirl.
En la batalla final, Palmer obtiene su deseo cuando Hawkman y Hawkgirl son traídos de vuelta a la vida por el poder de la luz blanca al final de la serie Blackest Night. La participación de Ray en la resurrección secreta permanece desconocida.

### Brightest DayyAdventure Comics co-feature
En julio de 2010 Ray Palmer estuvo en Brightest Day shot que llevó a una co-función en Adventure Comics. Escrito por Jeff Lemire con el arte de Mahmud Asrar, la co-característica se centró en los primeros años de Ray Palmer. Durante un breve período de tres tiempos, Palmer formó parte de la nueva formación de James Robinson en la Liga de la Justicia, pero renunció para ayudar a su amigo Martín Stein con algún tipo de proyecto. Al comienzo del evento de Brightest Day, Ray y Stein son vistos en el funeral de Gehenna, la novia y compañera de la segunda Firestorm, Jason Rusch. Cuando Jason entra en una confrontación con Ronnie Raymond sobre la muerte de Gehenna, Ray entra y trata de detenerlo.
Después, Ray descubrió que su padre fue atacado y que el sospechoso era su propio tío David. Con el padre de Ray en el hospital, Ray descubre que su padre tuvo un derrame cerebral y que su investigación de la tecnología había sido robada. Él busca a Oráculo (Barbara Gordon) para encontrar a Calculator, Barbara logra trazar una línea de datos y Ray entra a través de Internet donde luego encuentra a Calculator y lo interroga para averiguar donde están los distribuidores. Sin embargo, Calculator crea una habitación sin oxígeno para hacer que el retardo del Átomo sea más lento e intenta matar al Átomo. Mientras Ray está en remisión, amenaza a la Calculator quien le dice que algo llamado la Colonia ha manipulado a Ray. Más tarde, el Prof. Hyatt fue atacado por la Colonia mientras buscaba materia enana blanca. Cuando Ray llega, él va a rescatar al Prof. Hyatt. Durante la lucha, la Colonia muere por incineración de la materia enana blanca. Ray llama a Barbara para trazar la línea telefónica, y mientras llega a la base de la Colonia se enfrenta a la escuadra de Colonia.
Después de no poder evitar la detección, se enfrenta al tío David y con su ayuda, lo aleja de la Colonia dirigiéndose hacia el teletransportador. Una vez seguro, el tío David le dice a Ray sobre la Colonia. David también le dice a Ray que no podía irse y no podía trabajar en los proyectos por su cuenta, muestra a Ray cómo viajar usando la orbe astrológica llamada la granja de hormigas para ver un mini-planeta de naturaleza microscópica. Pero, la Colonia los siguió hasta el escondite de David y viaja a la granja de hormigas Ray y luego los involucra en una batalla épica. Después de la batalla la Colonia murió de incineración como lo hizo antes, pero Ray logró salvarlo usando su materia enana blanca estable. Ray exigió saber lo que deseaban y la Colonia le dice lo mismo, y transportan la granja de hormigas a la base de la Colonia. Destruye la materia enana blanca de la hebilla del cinturón de Ray y se mata a sí mismo. Como no pueden regresar, Ray sigue a David con un plan de reserva cuando de repente Ray es abordado por insectos robóticos. David explica que los insectos robóticos son cuidadores. Consiguen arreglar la hebilla del cinturón y vuelve a su tamaño normal cuando está en la base de Colony. Fracasando para escapar, Ray es forzado por el científico para traer la materia enana blanca. Muestra las representaciones del monitor donde Colony está parado delante del hospital donde está padre él y él va a matarlo.
Cuando Ray se negó, Hawkman evita que Colonia ataque al padre de Ray. Ray recibe una llamada de Oráculo para rastrear las representaciones del monitor, pero Hawkman está siendo atacado por la escuadra de Colony que miniaturiza en el cuerpo de Hawkman. Ray rescata a Hawkman. Cuando Hawkman se está recuperando, la Colonia deja su mensaje para traer el meteorito enano blanco y no le advirtió ningún truco, y para traer el meteoro con el fin de salvar a su familia. Ray viaja a la granja de hormigas y descubre que plantaron una bomba nuclear con un chaleco atado a su tío David. Ray entonces logra salvar a su padre y a David y encoge la bomba antes de que tuviera la oportunidad de detonar. Mientras que el padre de Ray se recupera, Ray revela a David que él plantó el meteorito enano blanco en un nano-líquido para hacer que las jefaturas de la colonia se encogieran. Ray, David y Hawkman llegan a la sede de la Colonia para atacar su base. Después de la Colonia fue derrotado sin embargo, David le dice que hay más colonias en el área. Más tarde, Ray devuelve a su padre a casa. Ray perdona a su padre y se disculpa por darle una vida difícil antes de escuchar un servicio de rescate de bombero, ya que es un héroe capaz una vez más.
Durante este mismo período, Ray inicia una investigación sobre la desaparición de Ryan, quien sin saberlo de la comunidad de superhéroes, había sido asesinado por Deathstroke. Ray consuela a Amanda, la novia de Ryan, pero piensa que Ryan puede estarse escondiendo como lo hizo el después de los eventos de Identity Crisis. Mientras se encoge para investigar, descubre la sangre microcópica. Llega al Salón de Justicia para decirle a los miembros de la Liga que Ryan está desaparecido. La Liga comienza a ayudar a la investigación de Ray para encontrar el paradero de Ryan. Descubre que la célula de ADN de Ryan no es un partido. La célula de ADN llegó a otra persona. Más tarde, Ray descubre la evidencia de que Dwarfstar tuvo una mano en la muerte de Ryan, y promete encontrarlo y hacerle pagar. Ray finalmente encuentra Dwarfstar en un hospital, donde se está recuperando de las graves lesiones que sufrió de su tortura a manos de Giganta (exnovia de Ryan). Creyendo que puede conducir a una sentencia más ligera, Dwarfstar confiesa a la contratación de Deathstoke para matar a Ryan. Armado con este conocimiento, Ray sale para informar a la Liga de la Justicia. Más tarde, le pidió a Batman (Dick Grayson) que se vengara de Deathstroke por asesinar a Ryan. Ray y la Liga de la Justicia llegan para intentar detener Deathstroke y los Titanes. La batalla de la Liga de la Justicia contra los Titanes en Khandaq, donde Ray daña gravemente Deathstroke por matar a su amigo. La batalla es detenida por Isis, que obliga a la Liga de la Justicia a huir para evitar reiniciar la Tercera Guerra Mundial. Después de fracasar, Ray comienza a escribir el elogio para el funeral de Ryan, y es consolado por Superman. En el último número, Ray conoce a los amigos y familiares de Ryan, y da el discurso en el funeral de su protegido.

### Convergencia
En el cruce de la Convergencia, cuando Brainiac miniaturizó el universo de la Nueva Tierra, Ray Palmer que había estado en un estado mental con sus poderes para aumentar el tamaño afectado desde que estaba aprisionado en la cúpula, envía un mensaje transmitido que perseguirá a Deathstroke el asesino de Ryan Choi. Ray, a continuación, lucha contra Deathstroke en una batalla épica, pero Ray está siendo tirado por la misteriosa voz de Telos para luchar contra el universo de Angor Barracuda. Mientras Ray batalla, Ryan Choi de repente aparece vivo, y se enfrenta a él. Ryan explica que tras su muerte su conciencia había sobrevivido en el universo donde las masas de los átomos se desplazan a cada vez que cambian de tamaño. Ryan luego regresa al reino de los vivos después de apropiarse de la mano de Ray que Barracuda cortó durante su batalla, para crear un nuevo cuerpo para él después de derrotar a Barracuda. Ray es hospitalizado después de perder la mano, y Deathstroke se infiltra en el hospital e intenta matarlo, pero Ryan interfiere mientras trabajan juntos para derrotar Deathstroke y restaurar la mano de Ray.

### Los nuevos 52
En esta línea de tiempo de Los nuevos 52, Ray aparece en Frankenstein: Agente de S.H.A.D.E Como asesor científico de S.H.A.D.E., aunque parece haber conservado sus habilidades. Su tecnología encogedora permite a agentes de S.H.A.D.E. entrar y salir de su sede microscópica, la Granja de Hormigas. Posteriormente utiliza sus habilidades de cambio de talla para ayudar a Superman a visitar la ciudad de Kandor, durante la cual lleva un traje de protección similar al traje Atom. Al final de esta aventura expresa su interés en convertirse en un superhéroe como el Átomo. Posteriormente asiste a Superman en traje durante la pelea de Superman con Vándalo Salvaje.

### DC Rebirth
Posteriormente, en el reinicio de DC Rebirth, en la Tierra-0, Ray Palmer es un profesor en una universidad de la Ivy League de día y por la noche, el luchador experimentado The Atom. Él revela su identidad secreta a su amigo y aprendiz Ryan Choi, y lo recluta para el apoyo técnico durante sus aventuras. Después de muchas aventuras juntas, Ray desaparece y Ryan es regañado cuando Ray cancela las clases por quinto día consecutivo. Cuando Ryan va a sacar a Ray de su taller donde aparentemente ha estado confinado durante una semana, en su lugar encuentra una grabación de Ray. En él revela que descubrió un universo más allá de lo subatómico, un llamado Microverso al investigar una interrupción en el espacio y el tiempo, y dentro de él encontró algo que planteaba una amenaza existencial a su universo. Le pregunta a Ryan, la única persona que sabe cómo usar la tecnología del Atom y en quien Ray confía, para entrar en ella, rescatarlo y terminar su trabajo. Ray informa a Ryan que al llegar también se encontrará con alguien que él mismo ha encontrado. Trata de advertir a Ryan sobre algo, pero la escena se corta abruptamente antes de que pueda terminar. Cuando Batman comienza a reclutar para su nueva Liga de la Justicia de América, elige a Ray como uno de los miembros de la nueva liga, sin embargo, cuando entra en la oficina de Ray, encuentra a Ryan en su lugar. Ryan explica a Batman sobre Ray es la situación por lo que toma a Ryan como predecesor.

## Poderes y habilidades
El átomo posee el poder de alterar su tamaño hasta el nivel subatómico, manteniendo su nivel de fuerza natural. Esto se logra mediante el uso de los restos de una estrella enana blanca situados en una hebilla de cinturón llevada con su traje. Originalmente, tuvo que manipular sus habilidades a través del cinturón y luego con los movimientos de la mano antes de sincronizar con sus propias ondas cerebrales. El átomo es uno de los pocos héroes en el Universo DC que tiene un 100% de control sobre su cuerpo a nivel molecular (Plastic Man y Flash son ejemplos), lo que lo hace exponencialmente más poderoso de lo que suele ser; Solo está limitado por la aplicación de sus poderes. Algunas de las aplicaciones que ha demostrado incluyen la reducción de su masa a deslizarse por el aire (simulando volar, como Wonder Woman) y el aumento de su masa a perforar a través de hormigón. También se demuestra la capacidad de hacer que su disfraz aparezca y desaparezca a voluntad desplazando sus átomos entre esta dimensión y otra.
Se ha demostrado que es capaz de montar las líneas telefónicas a su destino mediante la marcación de un número y viajar a través del teléfono (su uso de la firma de su poder), y recientemente encogimiento lo suficientemente pequeño para viajar en las señales de fotones a través de cable de fibra óptica.
Algunas de las hazañas más impresionantes de Atom incluyen encogerse en el torrente sanguíneo de Superman y reorganizando manualmente sus moléculas para crear Kryptonita y desactivar el Atomic Punch del linterna Negra Al Pratt y cambiar el tamaño dentro de él, desgarrando su cuerpo en el proceso.
Después de los acontecimientos de la Hora Cero, el átomo ganó la capacidad de crecer en tamaño e internaliza sus otras capacidades sin el uso de su enano blanco aparato basado en estrella. Sin embargo, cuando volvió a su edad natural, estas habilidades se perdieron.
Mientras fue miembro de la tribu Indigo, Ray poseía un anillo de poder índigo impulsado por la compasión, que le proporcionó vuelo, proyección de energía y un campo de fuerza protector. Él también utilizó a un personal capaz de duplicar las habilidades de manejar otros del espectro emocional dentro de la gama.
También ha demostrado la capacidad de permitir que otros se encojan con él si la situación lo requiere, como cuando encogió a Superman, Flash, Linterna Verde, Mujer Maravilla y Hombre Plástico para reparar los vínculos entre siete partículas subatómicas rotas, o a Steel, Supergirl y Superboy para tratar directamente un tumor de kryptonita en el cuerpo de Superman. Sin embargo, esta capacidad es relativamente limitada; Inicialmente cualquier otro que no fuera él mismo que se encogía explotaría después de dos minutos si no volviera a su tamaño normal, aunque más tarde pudo extender este tiempo a alrededor de una hora.

## Elenco de apoyo
- Adam Cray - El hijo de un senador asesinado, Adam Cray es abordado por Ray Palmer para tomar su manto como el átomo con el fin de atraer al Micro/Squad para que palmer pudiera infiltrarse en sus filas y llevarlos a la justicia. Cray roba el cinturón que cambia de tamaño dadoselo a Paul Hoben y se une al Escuadrón Suicida. El plan funciona, pero a costa de la vida de Cray.
- Hawkman - Se conocieron en la Liga de la Justicia, Hawkman se convirtió en el mejor amigo de Palmer.
- Jean Loring - La novia de Palmer cuando se convirtió en el átomo. Él se casa con ella, pero los dos se divorciaría años más tarde, cuando Jean tuvo un romance con su colega abogado Paul Hoben. Jean se casaría con Hoben, pero los dos se divorciarían. A raíz de los acontecimientos de la Crisis de la Identidad, Jean y Ray se volverían a conectar hasta que se descubrió que Jean estaba detrás de los asesinatos allí y se separan nuevamente.
- Laethwyn  - Princesa de los Morlaidhans, se enamoran mutuamente cuando el Átomo la ayuda a recuperar su trono. Ella, como el resto de su gente, es asesinada por los agentes de la CIA bajo orden de la Cábala.
- Loren Júpiter - Un filántropo rico que financió a Los Jóvenes Titanes originales durante sus primeros años. Volvería a ayudar a formar otra banda de Teen Titans con su hija Lilith cuando la raza alienígena H'San Natall amenazó a la Tierra, en gran parte la fuerza detrás de la pertenencia de Ray Palmer al grupo como líder en la estela de la Hora Cero.
- Mayor Mynah - Palmer salva y trae a Hawkman para darle alas protésicas para reemplazar sus alas severamente dañadas. El pájaro pasa a convertirse en el socio de Átomo.
- Maya - Reina de los espíritus de la flor dríadas de otra dimensión, después de que el átomo libera a su pueblo del control de la planta maestra que se convierten en sus amigos y le ayudan de vez en cuando.
- Norman Brawler - Un amigo cercano de Palmer que es autor de su biografía The Atom's Farewell donde la identidad del átomo es revelada al mundo.
- Paul Hoben Abogado que tuvo un romance con Jean Loring mientras estaba casada con Ray Palmer. Después de su divorcio, se casa con Paul con la bendición de Ray. Cuando Ray decide permanecer en Morlaidh, le da a Paul su cintura que cambia el tamaño y el papel de protector de Ivy Town.
- Profesor Alpheus V. Hyatt - Científico y amigo de Ray Palmer de la Ivy University que inventa un Time Pool, pero la apertura a él es notablemente pequeña. Como tal, el átomo es la única persona capaz de usarlo para viajar a través del tiempo.

## Elenco de enemigos
- Big Gang - Un grupo de especialistas que cada uno toma el título de 'Big' para sus especialidades que apuntan a la mayor/más grande de los artículos para robar. Big Berge (mujer fuerte), Big Shot (gran tirador), Big Cheese (que utiliza quesos especialmente hechos con queso de primera calidad), Big Bang (especialista en relojería), Big Ben Diferentes propiedades), y dirigido por Big Head.
- Bug-Eyed Bandit - Bertram Larvan inventó un ejército de insectos mecánicos y arañas para hacer su apuesta como el Bug-Eyed Bandit.
- Chronos - David Clinton fue un criminal con un tiempo perfecto y desarrolló un arsenal de parafernalia basada en el tiempo. Como Chronos, se convirtió en el archienemigo del átomo y con el tiempo se convirtió en un experto en viajes en el tiempo y la manipulación.
- Colonia - Comenzaron durante el programa de la Guerra Fría usando sus conexiones, nombrándolo en código proyecto Colonia. C.I.A. Reunió a un grupo de los más brillantes científicos de América. Project Colony desarrolló rápidamente proyectos y sistemas de armas durante los próximos años. El grupo original cambió a lo largo de las décadas y se entregó un presupuesto ilimitado para explorar y experimentar. Después de que la guerra fría terminara, el grupo y el proyecto Colony fueron descontinuados oficialmente. Sin embargo, las mayores mentes que el país tenía para ofrecer estaban en medio de nuevos experimentos y proyectos. Se reformaron como una organización privada, ahora llamándonos simplemente la Colonia y continuaron su trabajo en secreto a América global y Metahuman. Desafortunadamente, el panorama global se volvió cada vez más inestable, la tensión creció dentro de las filas. La Colonia estaba dispuesta a sacrificar cualquier cosa, incluso humana para que su humanidad llegara a la fruición.
- Deathstroke - Originalmente enfrentando al mercenario como parte de los Teen Titans y de nuevo cuando protegió al Dr. Light, Palmer ayudaría a derribar Deathstroke después de asesinar a su protegido Ryan Choi.
- Doctor Light - Después de que el Dr. Light se escape de la prisión, el alcaide pide al Átomo ayuda para descubrir cómo logró tal hazaña. El átomo es capaz de recrear la fuga y sigue al villano a su escondite. Aunque capturado, logra detener a Light de su asalto a la Liga de la Justicia y lo pone en custodia. Más tarde, el átomo votaría a lobotomizar a Light por su violación de Sue Dibny.
- Eddie Gordon - Un pequeño criminal, Eddie Gordon tropezó con los Bat-Knights of Elvaran, una raza de humanoides en miniatura, en Giants Cavern y los manipularía en varias ocasiones para realizar crímenes por él.
- Floronic Hombre - Exiliado de una dimensión alternativa, Jason Woodrue se convertiría en el Maestro de Plantas y trataría de controlar las plantas para conquistar la Tierra. Uno de los oponentes más frecuentes del Atom, Woodrue se convertiría en una planta viviente capaz de controlar la flora y tomar el nombre de Hombre Florónico.
- Humbug the Reusable Man - En un intento de crear inteligencia artificial, el Departamento de Investigación Científica de Darwin Jones, Annetta Kaplan, y Anton Kraft creó la computadora Gestalt. Sin embargo, el proyecto tomó una vida propia y el trío construyó un cuerpo humanoide para la forma de vida emergente dando a luz a Humbug. Armado con un ejército de estos cuerpos artificiales dotados de superfuerza, superdurabilidad, y capaz de inflar/desinflar, Humbug podría saltar entre ellos a voluntad con una inclinación asesina por los juegos.
- El Hombre en la Máscara de Iónes - Como un hombre moderno en la máscara de hierro, Bill Jameson llevaba una máscara que emitió rayos iónicos que cuando en presencia de ondas encefálicas (como las que el cerebro de su hermano Ed emitió) Y robarlos.
- Micro / Squad - Un grupo de agentes de la CIA encargados de cometer genocidio en Morlaidhan en Operation: Fireball con la esperanza de despertar al ausente Ray Palmer para que regrese a la agencia como un operativo. Cuando Palmer se enteró de esto, encogió a los agentes responsables hasta la altura de seis pulgadas (para el agrado de la CIA, que empleó al grupo en Palmer). El grupo, llamado Micro/Squad, compuesto por el Sr. Baily, la Sra. Hubbard, Ginsburg, Sting, y dirigido por Blacksnake, volvió y creyó que asesinaron a Palmer en una explosión. Cuando un nuevo átomo emergió en el Escuadrón Suicida, Blacksnake lo asesinó y tomo su correa que cambiaba de tamaño para volver a la altura normal. Lo siguió matando al Sr. Baily ya la Sra. Hubbard, aplastándolos en sus manos. Sin embargo, Ray cambió de lugar con Sting y reveló que Ginsburg murió en la explosión. Derrotando a Blacksnake, el villano es asesinado por el Grupo de Trabajo X II para enterrar pruebas de la participación de la CIA en asesinatos en masa. Sting volvería como miembro de la Sociedad Secreta.
- The Panther Gang - Un grupo de criminales conocidos por robo.
- Strobe - Empleando un traje de armadura tecnológica, Strobe tenía superfuerza y podía disparar explosiones de contusión y destellos de luz. Cuando esto no funcionó, se convirtió en Edg el Destructor nuevamente usando armadura pero en un motivo de samurái. Vencido de nuevo por el Atom, volvió a su identidad Strobe.
- El Pensador - En un complot para robar sin castigo de arresto, el Pensador roba artefactos de la Tierra-Uno y regresa a su Tierra-Dos natal, donde no puede ser procesado por sus mercancías mal recibidas. Esta trama lo pone en conflicto con los átomos de ambos mundos.
- Toyboy - El cabecilla criminal Johnny Burns se convierte en el supervillano Toyboy cuando su madre experimentó un accidente que le dotó brevemente de poderes psíquicos que a su vez le dieron a Toyboy telequinesis (que él usa para controlar juguetes) y superfuerza. La señora Burns también creó una construcción psiónica de Johnny que quería reformarse y cuando en presencia de Toyboy, Johnny renació como un hombre que buscaba la redención por sus crímenes.
- Wizardo el Grande (falso) - Howard Crane lleva un traje de astronauta como para culpar a Wizardo el Grande por robos durante su acto de Hombre del Espacio.

## Otras versiones

### El caballero oscuro golpea otra vez
Frank Miller interpretó a Ray Palmer como un jugador importante en Batman: The Dark Knight Strikes Again. Fue hecho prisionero por Lex Luthor y hecho para vivir en una de sus propias placas de Petri por un período de años hasta su rescate por Catgirl. Fue entonces instrumento en la liberación de Kandor, obteniendo acceso a la botella al "esconderse" dentro de Lara - la hija de Superman y Wonder Woman- cuando se enfrentó a Brainiac, resbalando dentro de la botella para romperla desde dentro.
En el caballero oscuro III: La raza principal, Palmer intenta restaurar a los nativos de Kandor a su altura completa, pero se engaña en revivir un culto Kryptonian retorcido, cuyo líder procede a machacar a Palmer y Kandor.

### Liga de la Justicia
Otras reimaginaciones del átomo incluyen una aparición en League of Justice, una historia de Elseworlds que retrata la Liga de la Justicia en una historia del El Señor de los Anillos donde el Átomo fue reformulado como un asistente / adivino llamado "Atomus The Palmer".

### JLA: La edad de las Maravillas
En JLA: Age of Wonder, Ray Palmer trabajó con un consorcio de ciencia cuyos miembros en un momento incluyeron a Thomas Edison y Nikola Tesla.

### JLA: Roca de las Edades
En JLA: Rock Of Ages, el Atom es parte de lo que queda de la Liga de la Justicia en un futuro alternativo donde Darkseid ha tomado el control de la Tierra. El átomo muere sacrificándose para matar a Darkseid, montando una explosión de fotones a través del invisible campo de fuerza del villano y en su nervio óptico, luego descargando la radiación enana blanca en el cerebro de cuatro lóbulos de Darkseid.

### DC: La nueva frontera
En DC: The New Frontier, Ray Palmer no se convierte en el átomo, pero es un científico líder en el uso de lentes para reducir la materia. Sin embargo, en sus experimentos este asunto explotaría. Su tecnología fue decisiva para destruir el Centro cuando el Flash baña al alienígena en la viga y explota. Más tarde, en el epílogo, el átomo se muestra en un tiro de grupo.

### JLA: El clavo
En JLA: The Nail y Another Nail, Atom a menudo se encuentra en el hombro de Flash, después de la muerte de Hawkman. Se le muestra infiltrando la base del Pensador para investigar la posibilidad de que estuviera involucrado en la conspiración contra otros héroes, pero descubrió al entrar en la base que el Pensador estaba muerto después de tropezar con pistas sobre los planes del auténtico autor intelectual, Metamorfo (La única otra persona capaz de infiltrar la seguridad del Pensador).

### Cuenta regresiva a la crisis final, la búsqueda de Ray Palmer yCountdown: Arena
En la cuenta regresiva a la crisis final, la búsqueda de Ray Palmer y Countdown: Arena (2007), se introducen una serie de versiones alternativas de Ray.
- En la Tierra-6, Ray Palmer ha desarrollado poderes solares y ha tomado el nombre de superhéroe del Rayo.
- La contraparte de Ray en Tierra-11 es una mujer en un mundo invertido por género.
- La Jessica Palmer de Tierra-15 es un joven físico en un mundo de eficientes héroes de segunda y tercera generación.
- En la Tierra-30 en el Superman: Red Son serie limitada, Ray es un científico estadounidense que vive en Rusia.
- En la Tierra-51, la vida de un joven Ray es cortada durante un experimento peligroso. Este Ray nunca se especializó en la manipulación del tamaño o se convirtió en un superhéroe, pero sirvió como genio residente de la JLA y nació únicamente con un sistema inmune sobrehumano.

### Flashpoint
En el cronograma alternativo del evento Flashpoint, el Atom perdió una pierna por envenenamiento por radiación y se convirtió en un oficial de correcciones en la prisión Doom, actuando como un controlador de Amazo. Durante la ruptura de la prisión, el control de átomo es sacado por Eel O'Brian y ola de calor que luego lo obligan a recuperar sus armas. Después de que el átomo lo hace, la ola de calor aplastó su cráneo con sus dedos.

## En otros medios

### Televisión

#### Series Animadas
- En La Hora de Aventura de Superman y Aquaman, Ray Palmer apareció en sus propios episodios y en los segmentos de Liga de la Justicia de América junto con Superman, Flash, Linterna Verde y Hawkman. Fue expresado por Pat Harrington, Jr., que sería mejor conocido una década más tarde por su papel como Schneider en la comedia One Day at a Time.
- Ray también hizo apariciones ocasionales en la nueva hora de los superamigos y Súper amigos expresados por Wally Burr.
- Ray Palmer finalmente apareció en la Liga de la Justicia Ilimitada expresado por John C. McGinley. Primero aparece en "El regreso" para ayudar a Lex Luthor a defenderse contra Amazo construyendo un láser incapacitador de nanotecnología que desactivaría a Amazo. Cuando fracasan, Átomo disminuye su tamaño a un universo subatómico con Lex Luthor para tratar de uir de Amazo, sin embargo este los sigue. En "Corazón Oscuro" (escrito por Warren Ellis), Átomo ayuda a la Liga de la Justicia a desactivar una arma de color gris como el corazón oscuro que utiliza la nanotecnología para replicarse a sí mismo cada vez que es destruido aumentando su fuerza. Se las arregla para desactivarlo, lo que también desactiva sus fuerzas. La aparición vocal final del átomo fue en "Choque", cuando examinó un dispositivo construido por Lex Luthor que Superman había confundido con una bomba. En "Pánico en el Cielo", fue mostrado en su pequeña forma inconsciente antes de la pelea de Supergirl con Galatea.
- Ray Palmer aparece en el Batman: The Brave and the Bold en el episodio "Espada d. átomo!" Expresado por Peter Scolari. En el episodio, se revela que Ray había sido el mentor original de Atom y Ryan Choi, pero que finalmente se había retirado y se había mudado al Amazonas. Allí, se encontró con los Morlaidhans y la Princesa Laethwyn. Después de unirse a Batman, Ryan y Aquaman para derrotar a un traidor y xenófobo canciller Deraegis, Ray decide quedarse en el Amazonas como amante de Laethwyn.
- Ray Palmer aparece en Justicia Joven expresado por Jason Marsden. Se menciona por primera vez en el episodio "Agendas" donde se le considera para ser miembro de la Liga de la Justicia. En el episodio "Usual Suspects", Ray se convierte en miembro de la Liga de la Justicia. En el episodio "Auld Acquaintance", Ray es mostrado como uno de los Leaguers infectados por el Starro Tech de Vándalo Salvaje y luego es curado por la Señorita Marciana. En el episodio "Feliz Año Nuevo", Bumblebee menciona que ella tiene una asignación de laboratorio con el Dr. Palmer y tiene que posponer una fecha con Mal Duncan. En "True Colors", Atom y Bumblebee intentan una microcirugía para sacar el escarabajo de Jaime Reyes solo para ser expulsados cuando el escarabajo Blue Beetle comenzó a producir anticuerpos para combatirlos.
- Jason Marsden repite su papel del átomo en el cortocircuito de la nación de la CC titulado "espada del átomo."
- Ray Palmer / Átomo aparece en Justice League Action, expresada por Jerry O'Connell.

#### Películas animadas
- Ray Palmer apareció en la Liga fe la Justicia: la nueva frontera, expresada por Corey Burton que no fue acreditado para este papel. Proporcionó su tecnología de encogimiento defectuosa, que hace que cualquier cosa que intenta encogerse explote, para destruir a la criatura conocida como "El Centro".
- Una versión alterna del universo de Ray Palmer aparece en la Liga de la Justicia: Dioses y monstruos expresados por Dee Bradley Baker. Aparece como un científico que formó parte del "Proyecto Fair Play" de Lex Luthor, una contingencia del programa de armas que se usaría para destruir la Liga de la Justicia si fuera necesario. Ray fue visto por primera vez conduciendo a casa con caballos encogidos como resultado de sus experimentos con la miniaturización molecular. Fue emboscado durante su viaje y asesinado por un Hombres de Metal destinado a enmarcar a la Mujer Maravilla.

### Acción real
- El Atom apareció en "The Roast", el segundo de los dos programas de televisión en vivo de 1979 emitidos bajo el título Legends of the Superheroes. En "The Roast", el Atom (interpretado por Alfie Wise) está comprometido para casarse con la villana Giganta (interpretada por la actriz A'leshia Brevard).
- El Atom apareció en el piloto de la serie de televisión en vivo de 1997, Justice League of America interpretado por John Kassir.

#### Arrowverso
Brandon Routh retrata al Dr. Raymond "Ray" Palmer / El Átomo en El CW Arrowverso.
- Ray Palmer aparece por primera vez como un personaje recurrente en Arrow.
  - En la temporada 3, Ray es un científico brillante (con un 140 I.Q. y 3 PhDs) y el CEO de Palmer Technologies (anteriormente Queen Consolidated, rebranded después Ray compra de la administración judicial). Su prometida, Anna Loring, fue asesinada por los hombres Mirakuru de Slade Wilson / Deathstroke (que tiene lugar durante la segunda temporada), y promete no dejar que nada como el ataque de Slade vuelva a ocurrir. Para lograr esto, dedica gran parte de sus esfuerzos a la construcción de una armadura de alta tecnología con armamento incorporado y capacidad de vuelo, adquiriendo los recursos necesarios de varios empresarios. También tiene la ambición de reconstruir Starling City y "Star City". Él contrata a Felicity Smoak para trabajar para él y se siente romanticamente atraído por ella. Él finalmente comienza a salir con ella, mucho a los celos de Oliver Queen. Después de tener éxito en la construcción de su traje, "flecha" (en realidad, Maseo Yamashiro haciéndose pasar por Oliver en nombre de Ra's al Ghul) comienza a matar a la gente. Ray utiliza el traje de rayos X para descubrir la verdadera identidad de Arrow como Oliver Queen. Al enterarse del afecto de Felicity hacia Oliver, Ray se vuelve celoso y trata de aprehenderlo. Sin embargo, Oliver derrota a Ray y le dice que confíe en Felicity, y Ray acepta que Oliver está siendo enmarcado. Cuando Maseo trata de matar a Felicity, Ray la salva, pero a costa de que le disparen en el pecho. Él es capaz de sobrevivir mediante el uso secreto de una nueva micro-tecnología para sanarse a sí mismo. Ray se da cuenta de que Felicity está realmente enamorada de Oliver, y la pareja tiene una ruptura. En el final de la temporada, Ray asiste a Arrow en su intento por detener a Ra's destruyendo Starling City con un arma biológica y participa en su ataque inicial contra los hombres de la Liga en Nanda Parbat. Después de que esto falla, los acompaña de regreso a Starling City y logra dispersar el antídoto, salvando cientos de vidas. Al final del episodio, Ray trabaja en una nueva tecnología para dar a su traje la capacidad de encogerse, pero es aparentemente asesinado en una explosión que destruye todo el piso superior de Palmer Technologies.
  - En la temporada 4, se reveló que la explosión, junto con el microtecnólogo inyectado en él varias semanas antes, en realidad redujo Ray y su traje a tamaños en miniatura. Durante meses, Ray envió llamadas de socorro a Felicity sin respuesta, ya que había dejado la ciudad para estar con Oliver. Uno de estos mensajes es finalmente interceptado por Damien Darhk, líder de H.I.V.E., que capta a Ray y lo mantiene en un estado miniaturizado para usar los poderes de su traje para la propia agenda de Darhk. Mientras tanto, la ciudad es remarca a "Star City" en honor de Ray, y Felicity hereda Palmer Technologies como parte de la voluntad de Ray. Felicity comienza a recibir mensajes cifrados en su teléfono con él llamando a su nombre. Después de escuchar con lágrimas el último mensaje de Ray, Felicity descubre que Ray está vivo. Arrow lo localiza y rescata, con la ayuda de Curtis Holt, es capaz de restaurar a Ray a su tamaño normal. Sin embargo, al ver que Star City no ha mejorado, creyendo que a nadie le importó que "muriera", y que Palmer Technologies se tambalea en bancarrota, Ray concluye que su vida pasada no ha ascendido a nada. Él elige permanecer oficialmente muerto hasta que él pueda averiguar hacia adonde quiere que vaya su nueva vida, pero todavía asiste a Arrow siempre que necesite ayuda.
- Routh retrata a Ray durante la Temporada 1 de The Flash, en el episodio "All-Star Team-Up". Aquí, ayuda a Barry Allen/The Flash a lidiar con un villano usando un enjambre de abejas cibernéticas para atacar a los que arruinaron su carrera.[66] Trabaja con Cisco para solucionar algunos errores en el traje y afirma al final que la solución era "ir más pequeño", una referencia velada a los poderes de su contraparte de cómics, y forma una amistad con Cisco por su interés compartido en mecánica. Ray también comparte el amor de Cisco por nombrar súper villanos; Él y Cisco ambos inventan "Bug-Eyed Bandit", y Cisco aprueba que Ray nombre otro "Deathbolt" metahumano (Arrow, Broken Arrow). Ray es brevemente mencionado en el penúltimo episodio de la temporada, "Rogue Air"; Cuando Oliver ayuda a Barry a pelear con Eobard Thawne/Reverse-Flash, le dispara con una flecha que entrega "nanites ... cortesía de Ray Palmer" que desactiva temporalmente la velocidad de Eobard.
- Routh reitera su papel como Ray en la serie de spin-off Legends of Tomorrow como parte del elenco principal.
  - En la primera temporada es reclutado por el viajero del tiempo Rip Hunter para ayudarlo a derrotar a Vándalo Salvaje a través de la línea de tiempo. Ray acepta la oferta, ya que se siente atraído por el pensamiento de dar sentido a su vida actual después de ver la basura que cree haber sido su vida anterior, aunque su entusiasmo y optimismo todavía sobrepasa ocasionalmente su falta de experiencia y práctica. El traje de Ray ahora tiene la capacidad de reducirse,[67][68][69] más tarde utiliza la tecnología del traje para crecer de tamaño para derrotar a un robot similarmente gigantesco ("Leviathan"). También comienza una amistad coqueta con Kendra Saunders, que se desarrolla en una relación romántica y, finalmente, un compromiso. Sin embargo, cuando se encuentra otra reencarnación de Carter Hall, Ray termina la relación amistosamente, sabiendo que Kendra está destinado a estar con Carter. Ray también forma algo de un vínculo con Mick Rory / Heat Wave, que apodan Ray "corte de pelo", a pesar de ser polos opuestos en la personalidad.
  - Ray vuelve en la segunda temporada, todavía actuando como un miembro de las legends. Durante el tiempo en 1942, Ray modifica un Super-Serum suministrado a los nazis por Eobard Thawne para salvar al nuevo aliado del equipo Nate Heywood de su hemofilia, dando a Nate la capacidad de convertirse en un estado de piel metálica. Su traje es destruido durante un viaje al Japón feudal cuando es robado por un guerrero local despiadado, pero Mick Rory le da a Ray el arma fría que solía pertenecer al ahora fallecido Leonard Snart para que pueda actuar como un héroe. Cuando el equipo viajó a Colorado en 1874, Ray reveló al equipo que su traje estaba accionado con estrellas enanas, Ray consiguió algo de él para reconstruir su traje. En el episodio de cruce "Invasión!", Ray observa que Supergirl se parece mucho a su primo, que es una referencia a la interpretación de Superman de Routh. En el episodio Moonshot camina sobre la luna.[70]
- Routh repitió su papel en la serie web Vixen.[71]

### Videojuegos
- Ray Palmer aparece en Injustice: Dioses entre nosotros como un cameo no jugable en la etapa de la insurgencia. También es jugable en uno de los Joker S.T.A.R. Labs misión minigame, aunque no posee movimientos ni habilidades especiales, y simplemente corre y salta.
- Ray Palmer aparece como un personaje jugable en Lego Batman 3: Beyond Gotham, expresado por Troy Baker.

## Recepción
Esta versión del átomo fue clasificada como el 144° mejor personaje de cómic de todos los tiempos por la revista Wizard. IGN también clasificó el Átomo como el 64° Gran Héroe de Historietas de todos los tiempos declarando; -De todos los superhéroes de aquí, el doctor Ray Palmer podría ser una de las almas torturadas más brillantes que se pueda imaginar.